# Alternativa Galega
Alternativa Galega (AG) és un partit polític gallec d'ideologia centrista, dirigit per Pastor Alonso Paz, antic alcalde de Noia pel BNG i format per antics membres de Coalició Gallega. A les eleccions generals espanyoles de 1993 i a les eleccions al Parlament de Galícia de 1993 només va obtenir poc més de 3.000 vots i cap escó. El partit es va dissoldre un temps després i part dels seus membres van convergir anys més tard a Terra Galega.